# Pascal Feindouno
Pascal Feindouno   (Conakry, 27 de febrer de 1981) és un exfutbolista guineà de la dècada de 2000.
Fou internacional amb la selecció de futbol de Guinea.
Pel que fa a clubs, destacà a AS Saint-Étienne.